# دافيد جوودويلي
دافيد جوودويلي (بالإنجليزية: David Goodwillie)‏ (28 مارس 1989 إستيرلينغ المملكة المتحدة - ) هو لاعب كرة قدم بريطاني، يلعب كمهاجم.

## مسيرته الكروية
لعب دافيد جوودويلي خلال مسيرته الاحترافية مع 9 أندية في واحد وعشرون موسمًا وسجل خلالها 123 هدف ضمن 371 مباراة. حيث فاز في موسم واحد بالكأس ولم يفز بأي دوري.
خاض دافيد جوودويلي مسيرته مع نادي دندي يونايتد في موسم 2005–06 في المرة الأولى واستمر معه طيلة ثلاثة مواسم ثم في موسم 2008–09 ليلعب معه خمسة مواسم، مشاركًا طوالها في 136 مباراة سجل خلالها 33 هدفًا. ثم انتقل إلى نادي ريث روفرز في موسم 2007–08 لمدة موسم واحد، حيث شارك في 21 مباراة سجل خلالها 9 أهداف. لينتقل بعدها إلى نادي بلاكبيرن روفرز في موسم 2011–12 ولمدة موسمين، مشاركًا في 28 مباراة سجل خلالها هدفين. ثم انتقل إلى نادي كريستال بالاس في موسم 2012–13 لمدة موسم واحد، مشاركًا في مباراة ولم يسجل أي هدف. هذا وانتقل لاحقًا إلى نادي بلاكبول في موسم 2013–14 لمدة موسم واحد، مشاركًا في 13 مباراة سجل خلالها 3 أهداف. ثم انتقل بعدها إلى نادي أبردين في موسم 2014–15 ولمدة موسمين، مشاركًا في 48 مباراة سجل خلالها 8 أهداف. ليعود وينتقل من جديد، لكن هذه المرة إلى نادي روس كاونتي في موسم 2015–16 لمدة موسم واحد، مشاركًا في 9 مباريات سجل خلالها هدفًا واحدًا. لينتقل بعدها إلى نادي كلايد في موسم 2016–17 ليلعب معه أربعة مواسم، مشاركًا في 99 مباراة سجل خلالها 66 هدفًا.

## وصلات خارجية
دافيد جوودويلي على موقع الاتحاد الدولي (مؤرشف)  (الإنجليزية)
- دافيد جوودويلي على موقع الاتحاد الأوربي (الإنجليزية)
- دافيد جوودويلي على موقع إي إس بي إن إف سي (الإنجليزية)
- دافيد جوودويلي على موقع قاعدة بيانات كرة القدم.إي يو (الإنجليزية)
- دافيد جوودويلي على موقع ناشيونال فوتبول تيمز (الإنجليزية)
- دافيد جوودويلي على موقع Soccerbase.com (لاعب) (الإنجليزية)
- دافيد جوودويلي على موقع Soccerway.com (الإنجليزية)
- دافيد جوودويلي على موقع عالم كرة القدم.نت (الإنجليزية)